# Платово (Алтайский край)
Платово — село в Советском районе Алтайского края. Административный центр и единственный населённый пункт Платовского сельсовета.

## География
Расположено на левом берегу реки Катунь и имеет вытянутую форму вдоль берега реки.
В районе Платово находится автомобильный мост через реку Катунь. Через Платово проходит дорога соединяющая Чуйский тракт и село Советское. Через Платово проходит единственная дорога ведущая в село Подгорное Майминского района Республики Алтай.

## История
Основано в 1804 г. В 1928 году состояло из 182 хозяйств, основное население — русские. В административном отношении являлось центром Платовского сельсовета Алтайского района Бийского округа Сибирского края.

## Население
| 1926 | 1997 | 1998 | 1999 | 2000 | 2001 |
| ---- | ---- | ---- | ---- | ---- | ---- |
| 990  | ↘522 | ↗551 | ↘533 | ↗546 | ↗575 |
| 2002 | 2010 | 2011 | 2012 | 2013 | 2014 |
| ↘537 | ↗645 | ↘644 | ↗661 | ↗682 | ↗689 |
| 2015 | 2016 | 2017 | 2018 | 2019 | 2020 |
| ↘688 | ↗691 | ↘678 | ↗711 | ↗729 | ↗747 |
| 2021 |      |      |      |      |      |
| ↘730 |      |      |      |      |      |

Национальный состав
Согласно результатам переписи 2002 года, в национальной структуре населения русские составляли 91 %.